# 柏修斯號潛艇
柏修斯號潛艇（英語：HMS Perseus）是一艘英國在1929年建造的安息級潛艇，並在第二次世界大戰期間服役。
在戰爭初期，柏修斯號被分派至皇家海軍中国舰队第4潛艇區艦隊，與其他同型艦同屬同一區艦隊。1940年8月，它被改派至地中海地區的第1潛艇區艦隊，母港為亞歷山卓。1941年9月5日，它在博茲賈島以南5海里處擊沉一艘3,867噸的意大利油輪玛雅號（Maya），10月2日在班加西以西擊沉一艘2,086噸的商船卡斯特利翁號（Castellon）。這使艇長愛德華·尼古拉（Edward Christian Frederick Nicolay）獲得傑出服務勳章。
1941年11月26日，柏修斯號潛艇在希臘以東的海域執行巡邏任務。12月6日，潛艇在伊奥尼亚海，扎金索斯島對出觸到意大利水雷而沈沒。船上61人只有31歲的約翰·凯普斯（John Capes）生還，他是船上兩名非艦員之一，只是乘坐方便艇去埃及亞歷山卓。他與其任三人在引擎室一同乘搭逃生舱逃離潛艇，並穿上名為「DSEA」（Davis Submerged Escape Apparatus）的水肺背心，然而只有他成功游泳5英里（8公里）到達陸地，並在島民幫助下在島上躲藏18個月，然後才偷渡到土耳其士麦那。並因此獲得大英帝国奖章。